# 920
سنة 920 م هي سنة كبيسة تبدأ يوم السبت حسب التقويم اليولياني

## مواليد
- أبو الطيب المتنبي
- أبوهلال العسكري
- عبد الرحمن الأخضري